# Cap-d’Ail

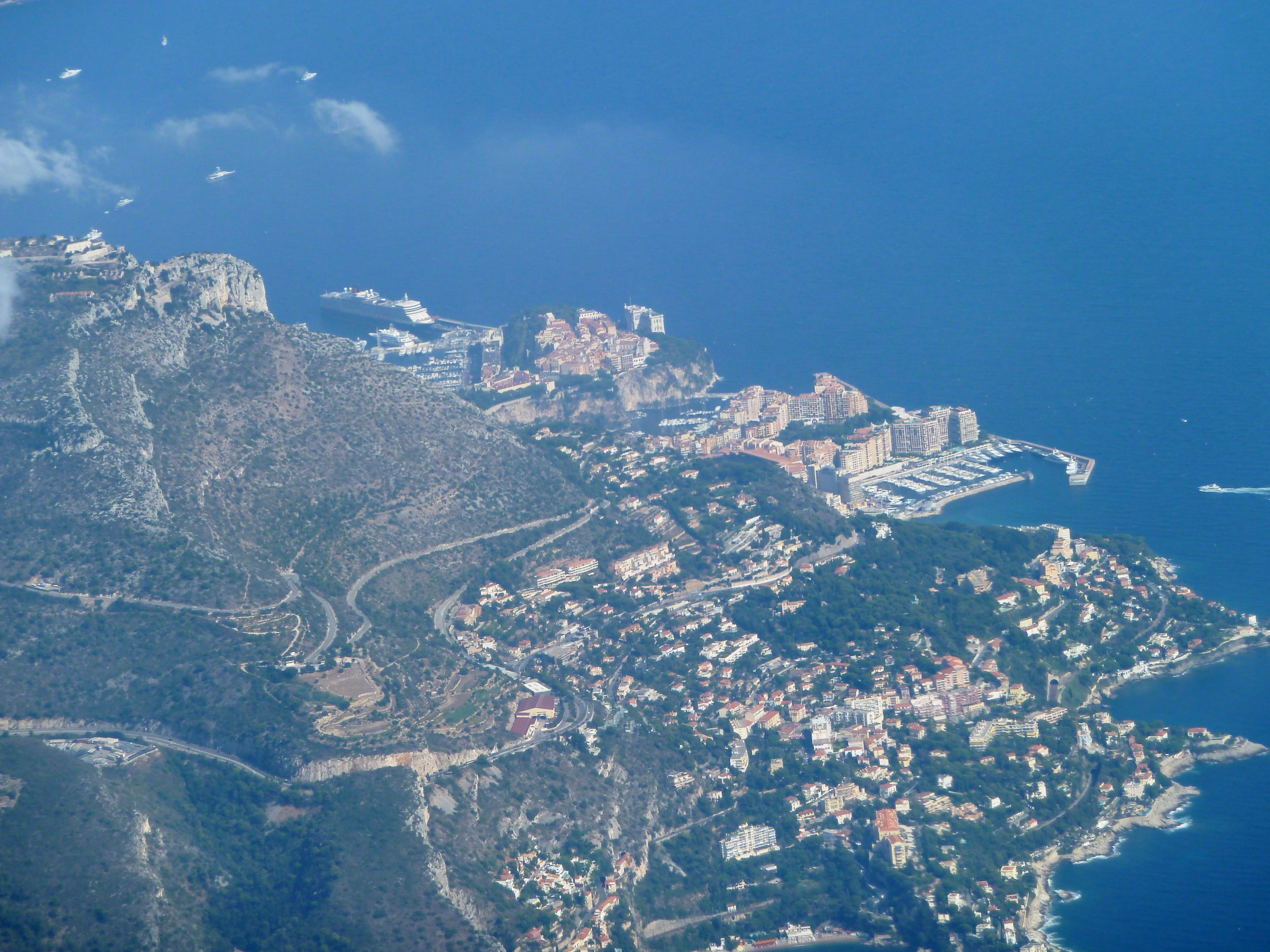
Luftbild von Cap-d’Ail, dahinter Monaco

Cap-d’Ail (französisch für „Knoblauchkap“, okzitanisch Caup d’Alh, italienisch Capo d’Aglio bzw. Capodaglio) ist eine französische Gemeinde mit 4.491 Einwohnern (Stand 1. Januar 2022) an der Mittelmeerküste (Côte d’Azur) im Département Alpes-Maritimes in der Region Provence-Alpes-Côte d’Azur. Cap-d’Ail gehört zum Gemeindeverband Métropole Nice Côte d’Azur. Die Einwohner werden Cap d’Aillois genannt.

## Geographie
Cap-d’Ail liegt am Fuße des steil aufragenden Berges Tête de Chien bei La Turbie. Die Gemeinde grenzt unmittelbar an das Fürstentum Monaco.

## Geschichte
Der Ort entwickelte sich erst gegen Ende des 19. Jahrhunderts. Die beiden in Buchten gelegenen Naturstrände, Mala und Marquet, begünstigten den Tourismus und die Nähe zu Monaco ließ Cap-d’Ail zu einem beliebten Wohnort werden. Zahlreiche Villen im Stil der Belle Époque mit großzügigen mediterranen Gärten entstanden in der ersten Hälfte des 20. Jahrhunderts. Berühmte Gäste waren Greta Garbo, Sacha Guitry, Winston Churchill und Edouard Herriot.

### Bevölkerungsentwicklung
| Jahr      | 1962  | 1968  | 1975  | 1982  | 1990  | 1999  | 2007  | 2016  |
| --------- | ----- | ----- | ----- | ----- | ----- | ----- | ----- | ----- |
| Einwohner | 3.541 | 4.200 | 4.282 | 4.402 | 4.859 | 4.532 | 4.942 | 4.658 |

## Freizeit und Tourismus
Über zwei, auf unterschiedlichen Höhen gelegenen, ausgebauten Wanderwegen entlang der Küste kann die Aussicht auf den Ort, das Meer und die Berge genossen werden.

## Verkehr
Durch den Ort führt die untere Küstenstraße (Basse Corniche) RD 6098 (vor 1933 RN 7A von 1933 bis 1973 RN 559 und bis 2006 RN 98). Über eine Verbindungsstraße gelangen Verkehrsteilnehmer zur mittleren Corniche und nach La Turbie. Durch einen Bahnhof ist Cap-d’Ail an die Bahnstrecke Marseille–Ventimiglia angebunden.

## Ehrenbürger
- Winston Churchill (1874–1965), früherer britischer Premierminister, verbrachte nach 1945 häufig seinen Urlaub in Cap-d’Ail. Er wurde mit dem Titel Citoyen d’honneur de Cap-d’Ail („Ehrenbürger von Cap-d’Ail“) ausgezeichnet.